# Banca centrale della Federazione Russa
La Banca centrale della Federazione Russa o semplicemente Banca di Russia (in russo: Центральный банк Российской Федерации o Банк России), è la banca centrale della Russia.
Fondata il 13 luglio 1990, rivendica l'eredità della Banca statale dell'Impero russo (1860-1920) e della Gosbank sovietica (1921-1992), anche se entrambe le istituzioni coprivano un'area territoriale significativamente più ampia. Ha sede in via Neglinnaya a Mosca. Le sue funzioni sono descritte nella Costituzione russa (articolo 75) e nella legge federale. 

## Storia
La Banca Centrale della Federazione Russa (Banca di Russia) è stata fondata il 13 luglio 1990 a seguito della trasformazione della Banca Repubblicana Russa in Banca di Stato dell'URSS. Era responsabile nei confronti del Soviet Supremo della RSFSR. Il 2 dicembre 1990, il Soviet Supremo della RSFSR approvò la Legge sulla Banca Centrale della Federazione Russa (Banca di Russia), secondo la quale la Banca di Russia è diventata una persona giuridica, la banca principale della RSFSR ed è responsabile al Soviet Supremo della RSFSR.
Nel giugno 1991 la Carta è stata adottata dalla Banca di Russia. Il 20 dicembre 1991 la Banca di Stato dell'URSS fu abolita e tutte le sue attività, passività e proprietà nella RSFSR furono trasferite alla Banca Centrale della Federazione Russa (Banca di Russia), che fu poi ribattezzata Banca Centrale della Russia. Dal 1992, la Banca di Russia ha iniziato ad acquistare e vendere valuta estera sul mercato dei cambi da essa creato, a stabilire e pubblicare i tassi di cambio ufficiali delle valute estere rispetto al rublo.

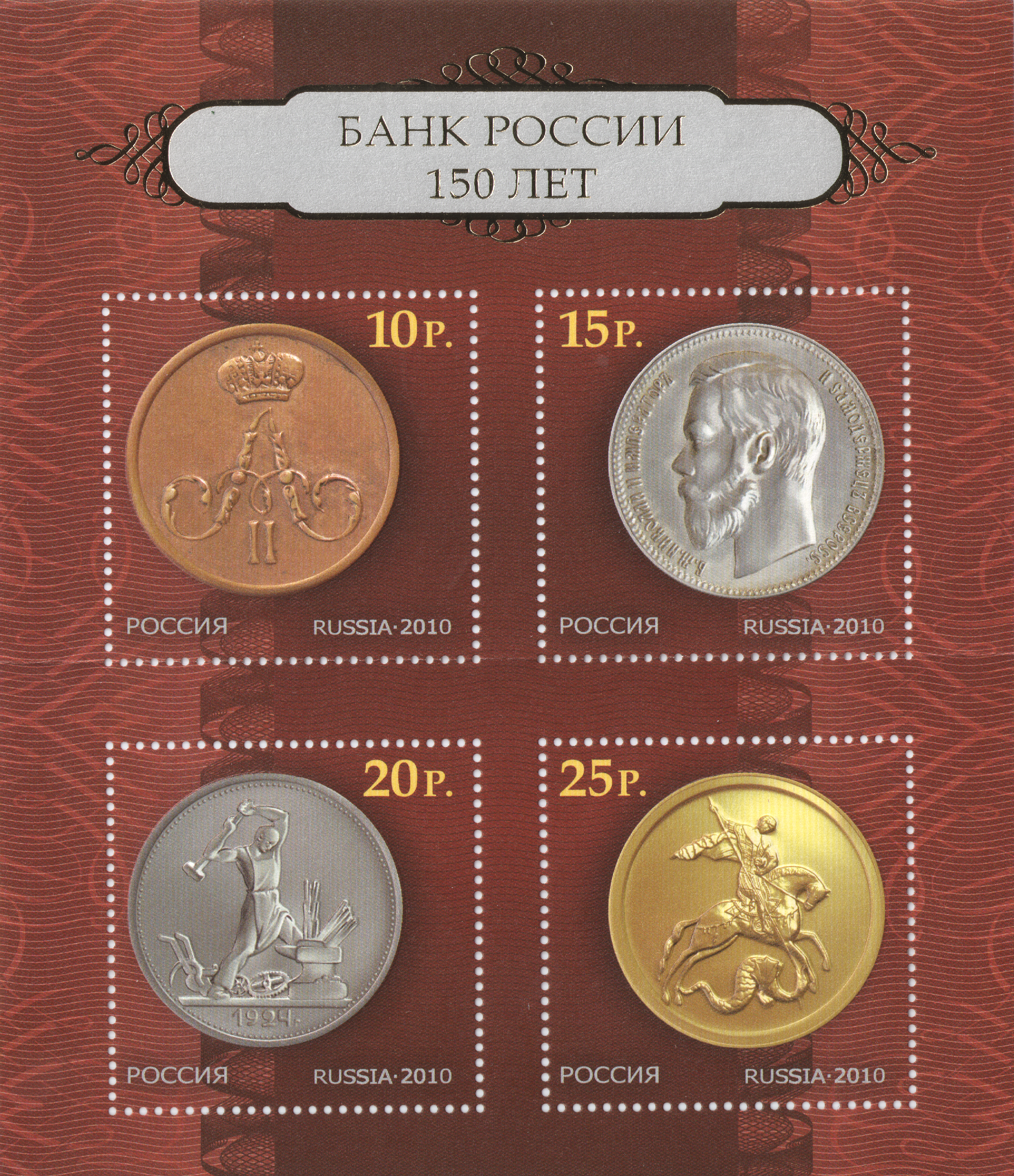
Foglio di francobolli russi in commemorazione del 150º anniversario della fondazione della Banca di Russia

Nel 1992-1995, per mantenere la stabilità del sistema bancario, la Banca di Russia ha creato un sistema di supervisione e ispezione delle banche commerciali, nonché un sistema di regolamentazione e controllo dei cambi. In qualità di agente del Ministero delle Finanze, la Banca di Russia ha organizzato il mercato dei titoli di stato (GKO) e ha iniziato a prendere parte al suo funzionamento. Dal 1995, la Banca di Russia ha smesso di utilizzare prestiti diretti per finanziare il deficit del bilancio federale e ha smesso di fornire prestiti centralizzati mirati a settori dell’economia.
Dal 1998 la Banca di Russia, per superare le conseguenze della crisi finanziaria, ha perseguito una politica di ristrutturazione del sistema bancario, volta a migliorare le prestazioni delle banche commerciali e ad aumentare la loro liquidità. Sono stati inoltre istituiti l'Agenzia per la ristrutturazione degli enti creditizi (ARCO) e il Comitato interdipartimentale di coordinamento per la promozione dello sviluppo del settore bancario in Russia (ICC).
Il 10 luglio 2002 è stata adottata la legge federale n. 86-FZ "Sulla Banca centrale della Federazione Russa (Banca di Russia)". Nel 2003, la Banca di Russia ha iniziato ad attuare il sistema di standard internazionali di rendicontazione finanziaria (IFRS). Nel dicembre 2003 è stata adottata la legge federale “Sull'assicurazione dei depositi individuali nelle banche della Federazione Russa”, che definisce le basi giuridiche, finanziarie e organizzative per il funzionamento del sistema di assicurazione obbligatoria dei depositi individuali nelle banche di Federazione Russa, nonché la competenza, la formazione delle procedure e le attività dell'organizzazione che svolge le funzioni di assicurazione obbligatoria dei depositi, la procedura per il pagamento del risarcimento dei depositi.
Il 1º settembre 2013, la Banca di Russia ha assunto le funzioni dell'abolito Servizio federale per i mercati finanziari, trasformandola in un mega-regolatore finanziario.

### Perdita di valore del rublo

Sviluppo delle riserve valutarie

Dall’inizio del 2014 alla metà di novembre del 2014 il rublo ha perso circa un quarto del suo valore esterno, nonostante la banca avesse acquistato rubli per sostenere il tasso di cambio (contro riserve valutarie convertibili come dollari statunitensi, euro, ecc.). In quei mesi comunque le riserve valutarie russe si sono ridotte del 20%. Così nel novembre 2014 la Banca di Russia è passata al regime di tasso di cambio fluttuante. Nel dicembre 2014, tra il calo dei prezzi globali del petrolio, le sanzioni internazionali durante la guerra russo-ucraina, la fuga di capitali e i timori di recessione, la banca ha aumentato il tasso repo minimo dell’asta a una settimana di 6,5 punti, portandolo al 17%. Ciò ha provocato una corsa al rublo e il 29 gennaio la banca ha abbassato il tasso di due punti portandolo al 15%. 
Nel gennaio 2015, il capo della politica monetaria, Ksenia Yudayeva, sostenitrice di una rigorosa politica anti-inflazione, è stata sostituita da Dmitry Tulin, "visto come più accettabile dai banchieri, che hanno chiesto tassi di interesse più bassi".
Gli analisti hanno successivamente accusato la banca centrale di aver accelerato il declino del rublo stampando nuova moneta per acquistare nuove obbligazioni del gruppo Rosneft per un valore nominale di circa 11 miliardi di dollari, che poi aveva immesso sul mercato il 12 dicembre 2014 per coprire i propri debiti. Sebbene Rosneft avesse negato di aver scambiato il denaro con valute estere, secondo i media i 625 miliardi di rubli che il gruppo ricavò dalla vendita erano in seguito apparsi sul mercato finanziario contribuendo all'ulteriore svalutazione del rublo. La mossa è stata vista dagli osservatori come un abbandono dell'indipendenza della banca centrale.

### Chiusura di siti web di microfinanza
Nel 2017, per la prima volta in Russia, su iniziativa della Banca Centrale, sono stati chiusi 8 siti web di istituti di credito illegali che violavano la legge sulle attività di microfinanza e sulle organizzazioni di microfinanza. Dal 2017, la Banca di Russia, insieme a Yandex, ha iniziato a implementare un progetto per contrassegnare (un cerchio verde con un segno di spunta) nei risultati di ricerca del sistema Yandex i siti di organizzazioni di microfinanza, siti di enti assicurativi e siti di istituti di credito, le cui informazioni sono contenute nelle relative sezioni del sito web della Banca di Russia (registri, elenchi). La Banca di Russia ha previsto di estendere in futuro il progetto di etichettatura anche ai siti web di organizzazioni di altri segmenti del mercato finanziario, nei quali l'interazione tra consumatori di servizi e fornitori avviene più spesso via Internet.
Il 5 febbraio 2019 la Banca Centrale ha annunciato che un robot software appositamente creato simulerà le query di ricerca e aiuterà a identificare potenziali piramidi finanziarie su Internet.

### Sanzioni per l'Ucraina
In risposta alla crisi russo-ucraina del 2021-2022, diversi paesi hanno imposto sanzioni economiche contro le banche russe. Il 22 febbraio 2022, il presidente degli Stati Uniti Joe Biden ha annunciato restrizioni alle attività dei cittadini statunitensi coinvolti con la Banca di Russia e altri. A marzo, la Banca dei regolamenti internazionali ha sospeso la Banca di Russia. Nel marzo 2022, la Depository Trust & Clearing Corporation ha bloccato i titoli russi dalla Banca di Russia e dal ministero delle Finanze russo. Alla fine di maggio 2022, tre mesi dopo l’invasione dell’Ucraina, la banca centrale ha tagliato i tassi di interesse nel tentativo di sostenere l’economia russa sempre più isolata, che soffre di carenze e problemi nella catena di approvvigionamento. Il tasso di inflazione è salito al 17,8% in aprile. Anche il rublo ha raggiunto il livello più forte degli ultimi quattro anni nei confronti del dollaro statunitense, danneggiando le esportazioni.
Le sanzioni includevano anche il congelamento dei beni nei confronti della Banca Centrale russa, che detiene 630 miliardi di dollari in riserve di valuta estera, per impedirle di compensare l'impatto delle sanzioni. Il 5 maggio 2022, il presidente del Consiglio europeo Charles Michel ha dichiarato: "Sono assolutamente convinto che sia estremamente importante non solo congelare i beni ma anche renderne possibile la confisca, metterli a disposizione per la ricostruzione" dell'Ucraina.

### Ritorno dell'utile
Alla fine del 2023, per la prima volta in sette anni, è stato ottenuto un profitto di 140,4 miliardi di rubli. Secondo il rapporto annuale della Banca di Russia, si è formato principalmente a causa di “una rivalutazione positiva dei titoli, per la quale nel 2022 si è riflessa una rivalutazione negativa attribuibile al risultato finanziario”.